# Адам Кей
Адам Кей (на английски: Adam Kay) е британски лекар, комик и писател на произведения в жанровете научно-популярна литература, мемоари и хумор.

## Биография и творчество
Адам Кей е роден на 12 юни 1980 г. в Брайтън, Англия, в еврейското семейство на Стюарт Стрийковски и Наоми Кей. Има една сестра. Тъй като баща му е лекар, и той се насочва към тази професия. Учи в мъжката гимназия Дълуич колидж, която завършва през 1997 г. През 2004 г. завършва медицина в Имперския лондонски колеж. Докато следва медицина участва в предавания в медицинските училища от 1998 г. Също така основава с Сюман Бисуас музикалната комедийна група „Amateur Transplants“ и пише за BBC Radio 4.
След дипломирането си, в периода 2004 – 2010 г. работи като лекар. Напуска професията, след като пациентка претърпява недиагностицирано разкъсване на плацентата. После в продължение на няколко години работи като стажант по акушерство и гинекология, като пише учебници по темата, след което напуска медицината и се посвещава на писателската си кариера. Заедно с работата си като лекар продължава да работи с групата „Amateur Transplants“ и да издават хумористични скечове.
Първата му книга „Докторе, боли“ е издадена през 201 г. Тя е базирана на дневниците от лекарската му кариера. Книгата става бестселър на „Sunday Times“, както и международен бестселър, и е издадена в над 2,5 милиона копия по света. Книгата получава няколко литературни награди за литературен дебют.
Втората му книга „Twas the Nightshift Before Christmas“ (Това е нощната смяна преди Коледа) е издадена през 2019 г. Тя представя 25 разказа за коледни инциденти, живота на младши лекар в това време на година и предизвикателствата през спешното отделение. Книгата също става бестселър.
През 2020 и 2021 г. са издадени двете му илюстрирани книги за деца.
Пише като сценарист за телевизията, и като колумнист за „Sunday Times“.
Адам Кей е гей и живее със съпруга си, телевизионния продуцент Джеймс Фарел, в Оксфордшър.

## Произведения
- This is Going to Hurt: Secret Diaries of a Junior Doctor (2017)
Докторе, боли : тайните дневници на един млад лекар : смях и ужас в спешното отделение, изд.: ИК „Бард“, София (2021), прев. Светлана Комогорова-Комата
- Twas the Nightshift Before Christmas (2019)
- Dear NHS: 100 Stories to Say Thank You (2020)

### Детска литература
- Kay’s Anatomy: A Complete (and Completely Disgusting) Guide to the Human Body (2020)
- Kay's Marvellous Medicine: A Gross and Gruesome History of the Human Body (2021)

### Документалистика
- How to Be a Bogus Doctor (2011)

### Издания (DVD) на „Amateur Transplants“
- Fitness to Practice (2006)
- The Black and White Menstrual Show, Live-DVD (2007)
- Unfit to Practise (2008)
- In Theatre, Live-Album (2009)
- Have Yourself a Sweary Little Christmas (2010)

### Екранизации
- 2011 Mongrels – тв сериал, 4 епизода, допълнение
- 2013 Up the Women – тв сериал, 3 епизода, допълнение
- 2015 Crims – тв сериал, 6 епизода
- 2015 Very British Problems – тв сериал, 1 епизод
- 2016 Flat TV – тв сериал, 4 епизода, допълнение
- 2016 Our Ex-Wife – тв филм, допълнение
- 2017 Bounty Hunters – тв сериал, 3 епизода, допълнение
- 2017 Len Goodman's Partners in Rhyme – тв сериал, 12 епизода
- 2017 Child Genius – тв сериал, 1 епизод
- 2018 Blind Date – тв сериал, 1 епизод
- ?? This Is Going to Hurt – тв сериал, 6 епизода